# Mount Hordern
Mount Hordern ist ein 1510 m (nach australischen Angaben 1500 m) hoher Berg im ostantarktischen Mac-Robertson-Land. In der David Range der Framnes Mountains ragt er 6 km südlich des Mount Coates auf.
Teilnehmer der British Australian and New Zealand Antarctic Research Expedition (BANZARE, 1929–1931) unter der Leitung des australischen Polarforschers Douglas Mawson entdeckten den Berg im Februar 1931. Mawson benannte ihn nach dem australischen Geschäftsmann Samuel Hordern (1876–1956), einem Sponsor der Forschungsreise.